# Nymphaea oxypetala
Nymphaea oxypetala är en näckrosväxtart som beskrevs av Jules Émile Planchon. Nymphaea oxypetala ingår i släktet vita näckrosor, och familjen näckrosväxter. Inga underarter finns listade i Catalogue of Life.

## Bildgalleri

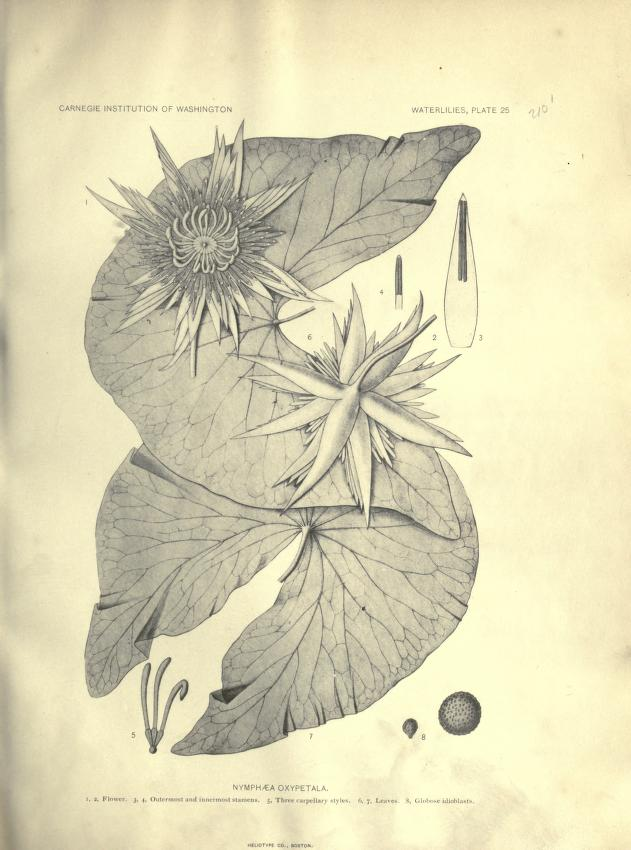